# غاد تيديسكي
غاد تيديسكي (بالعبرية: גד טדסקי) (1907 – 1992) قانوني إسرائيلي.
كان أستاذ القانون في الجامعة العبرية، وحصل على جائزة إسرائيل. وكان عضوا في الأكاديمية الإسرائيلية الوطنية للعلوم منذ عام 1960.

## حياته
ولد في مدينة روفيغو في شمال شرق إيطاليا في عام 1907. نشأ في عائلة علمانية مع القليل من التقاليد اليهودية. ودرس في مدرسة ثانوية تقليدية، حيث درس اللاتينية لمدة ثماني سنوات واليوناينة لمدة 5 سنوات. كما تعلم الفرنسية والإنجليزية.  
خدم في الجيش الإيطالي في وحدة مكافحة الطائرات. وحصل على دورة الضباط في عام 1927.
وفي عام 1924 بدأ درساة القانون في كلية الحقوق في جامعة روما، وأكمل دراسته الجامعية في عام 1928.
وبين عامي 1928 وعام 1933 عمل محاميا في شركة محاماة في روما، وبجانب ذلك قام ببحوث دراسية في مجال القانون. ثم  عين أستاذا جامعيا في جامعة سيينا.

## الحركة الصهيونية
انضم تيديسكي للحركة الصهيونية قبل وصول الفاشيون إلى السلطة في إيطاليا، عندما كان يعيش في مدينة فيرارا، وكان في المدينة في ذلك الوقت يعيش العديد من اليهود، الذين تأثر بهم تيديسكي وقرر الانضمام للحركة الصهيونية.
وهاجر إلى فلسطين تحت الانتداب البريطاني عام 1939.

## جوائز
حصل على جائزة إسرائيل في عام 1954 في مجال القانون.